# Popis asirskih kraljeva
Popis asirskih kraljeva povijesni je dokument koji sadrži vrlo detaljan niz stvarnih ili legendarnih asirskih kraljeva, koji su vladali u različitm gradovima, a povezan je s Popisom sumerskih kraljeva.
Najstariji poznati primjerci ovoga popisa potječu s početka prvog tisućljeća pr. Kr. Prvih dvanaest nabrojenih imena u tom popisu, jednaka su imenima s Hamurabijevog rodoslovlja. Stoga ih neki znanstvenici drže sumnjivima u smislu povijesne točnosti. S druge strane, ima onih koji u tome vide pokušaj uklapanja amorejskog popisa vladara unutra tradicionalnog popisa vladara Ašura., pa bi sam popis bio neka vrst kompilacije bez mogućnosti da mu se za kraljeve prije 1900. pr. Kr. odredi točna kronologija.
Vjeruje se da je sam popis nastao kako bi opravdao pretenzije Šamši-Adada I. na asirsko prijestolje, stavljajući ga u niz s domaćim vladarima Ašura.
Budući da je riječ, u svakom slučaju, o popisu koji odražava pogled samih Asiraca na vlastitu povijest, mora se voditi računa o njegovoj ideološkoj i političkoj obojenosti.